# Château de Montby
Le château de Montby est une ancienne forteresse et résidence seigneuriale édifiée au XIVe siècle, par la famille éponyme, en lieu et place d'une construction du XIe siècle, sur le plateau de Montby, aujourd'hui la partie nord de la commune de Gondenans-Montby, dans le Doubs, en Franche-Comté.
Il est la propriété de la famille Mettetal et est inscrit à l'Inventaire supplémentaire des monuments historiques depuis le 8 décembre 2009.

## Historique
La première mention connue du château émane d'un document du XIVe siècle.
Assiégé et dévasté en 1351, 1475, 1543 et 1637, le château subit de nombreuses réparations et modifications faisant de lui un édifice architecturalement riche.
À la Révolution, il est vendu comme bien national et transformé en exploitation agricole jusqu'au milieu du XXe siècle.
En 2008 est créée l’association des Amis du château de Montby, afin d'aider les nouveaux propriétaires à sauvegarder, restaurer, animer et promouvoir le château, inscrit dès l'année suivante, à l’Inventaire supplémentaire des monuments historiques.

## Description générale

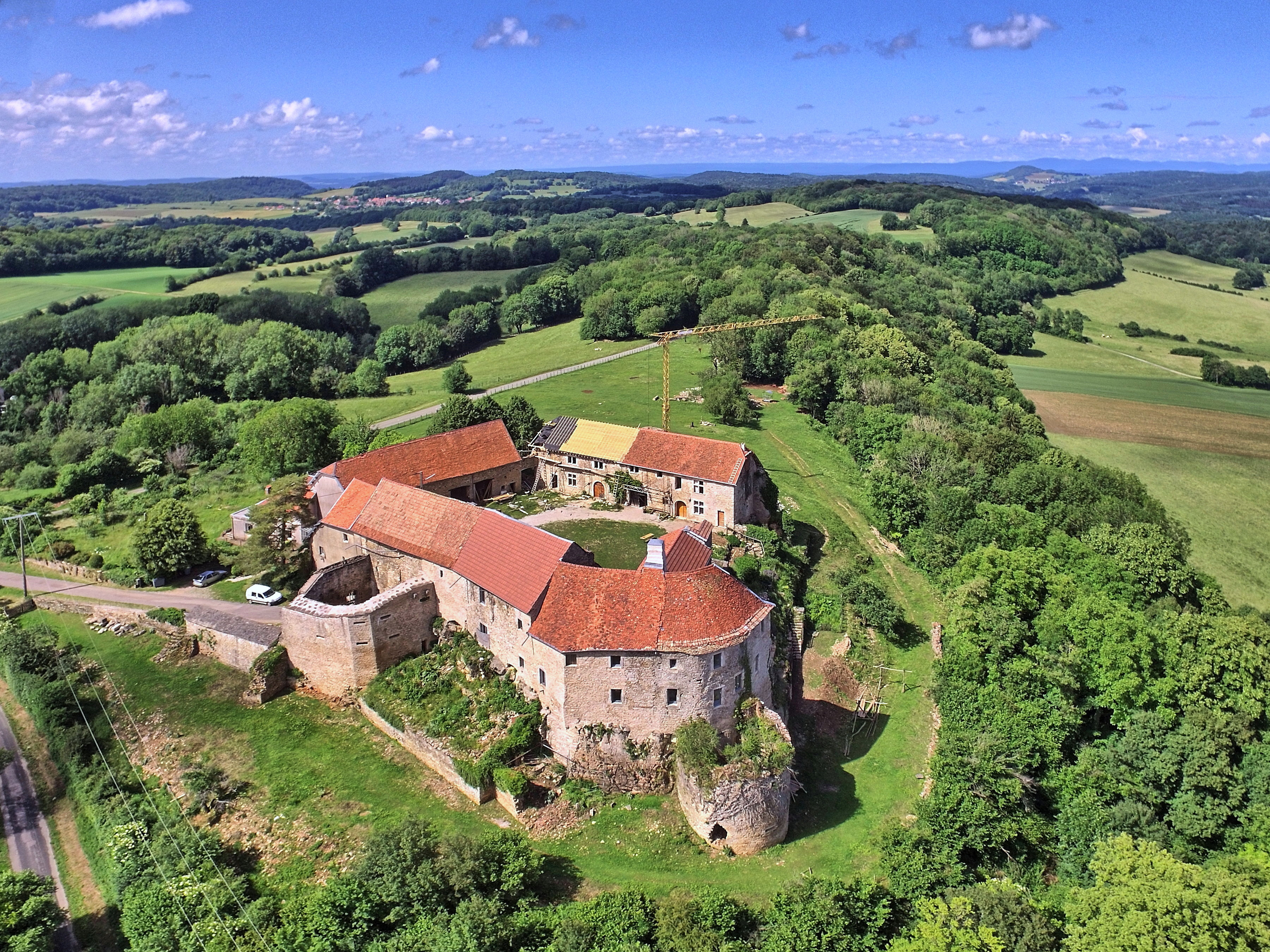
Vue aérienne du château de Montby.

Le château se compose de quatre corps de bâtiment construits sur un plan trapézoïdal, autour d'une vaste cour intérieure, au milieu de laquelle se trouve une citerne.
L'édifice est percé de nombreuses canonnières et comporte sur ses façades, des éléments architecturaux renaissants (fenêtres à meneaux, linteaux en accolade) et classiques (linteaux cintrés).
De plus, les côtés nord et sud sont percés d'un porche. Le premier comporte les traces d'un pont-levis et le second est protégé par une barbacane, aux murs à bossages.
Par ailleurs, le côté ouest se compose d'une grande galerie construite sur arcades en 1611, dans un style classique.
Le côté Est est quant à lui détruit en 1870, lors de l'occupation prussienne.
Enfin, l'ensemble était cerné de douves aujourd'hui comblées.

## Propriétaires
- Première famille de Montby (branche cadette de la famille de Vienne), du XIe siècle au XVe siècle.
- Deuxième famille de Montby (branche cadette de la famille de Montmartin), du XVIe siècle au XVIIIe siècle.
- Famille de Lanans au XVIIIe siècle.
- Famille Mettetal (propriétaires actuels).

Armes de la première famille de Montby : « De gueules, à l'aigle éployée d'or armée d'azur, surmontée d'une croisette de sable ».
Armes de la seconde famille de Montby : « d'azur à deux fasces d'or acc. de trois croisettes du même rangées en chef ».
Armes de la famille de Lanans : « De gueules au sautoir d'argent à la bordure d'or ».

## Visite et manifestations
Le château se visite lors des Journées Européennes du Patrimoine (troisième week-end de septembre), lors des journées portes ouvertes organisées par l'association des Amis du château de Montby (mi-juin), ainsi que le restant de l'année sur rendez-vous. 
Lors des Journées Portes ouvertes, les membres de l'association accueillent les gens en costumes d’époque et leur présentent des ateliers : forge, poterie, calligraphie, artisanat divers, des combats de chevaliers, leur proposent des promenades à dos de cheval ou d’âne, une chasse au trésor, la visite du château, ainsi que la dégustation de gaufres à l'ancienne et d’hypocras. 